# Aburina
Aburina é um gênero de traça pertencente à família Arctiidae.

## Espécies
- Aburina chrysa Gaede, 1940
- Aburina coerulescens Hampson, 1926
- Aburina dufayi Viette, 1979
- Aburina electa Karsch, 1896
- Aburina endoxantha Hampson, 1926
- Aburina exangulata Gaede, 1940
- Aburina jucunda Karsch, 1896
- Aburina leucocharagma Hampson, 1926
- Aburina marmorata Berio, 1974
- Aburina morosa (Holland, 1920) (syn: Aburina pallidior (Holland, 1920))
- Aburina multilineata (Holland, 1920)
- Aburina peyrierasi Viette, 1979
- Aburina phoenocrosmena Hampson, 1926
- Aburina poliophaea Hampson, 1926
- Aburina sobrina Möschler, 1887 (syn: Aburina piana (Swinhoe, 1909), Aburina rectangula Strand, 1918)
- Aburina tetragramma Hampson, 1926
- Aburina transversata (Holland, 1920)
- Aburina uncinata Berio, 1974
- Aburina uniformis Swinhoe, 1919 (syn: Aburina nigripalpis (Hampson, 1898))